# 몬차

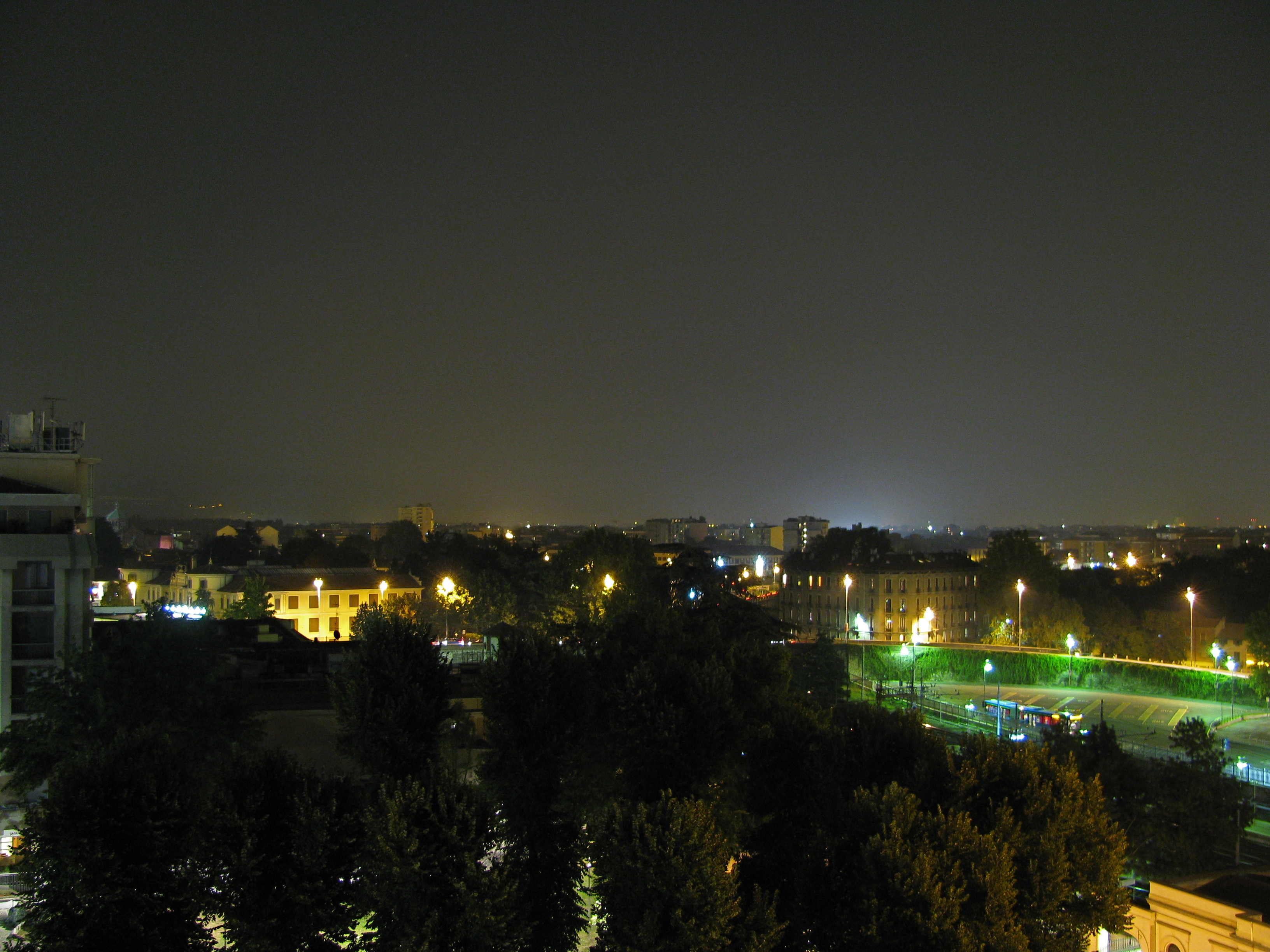
몬차

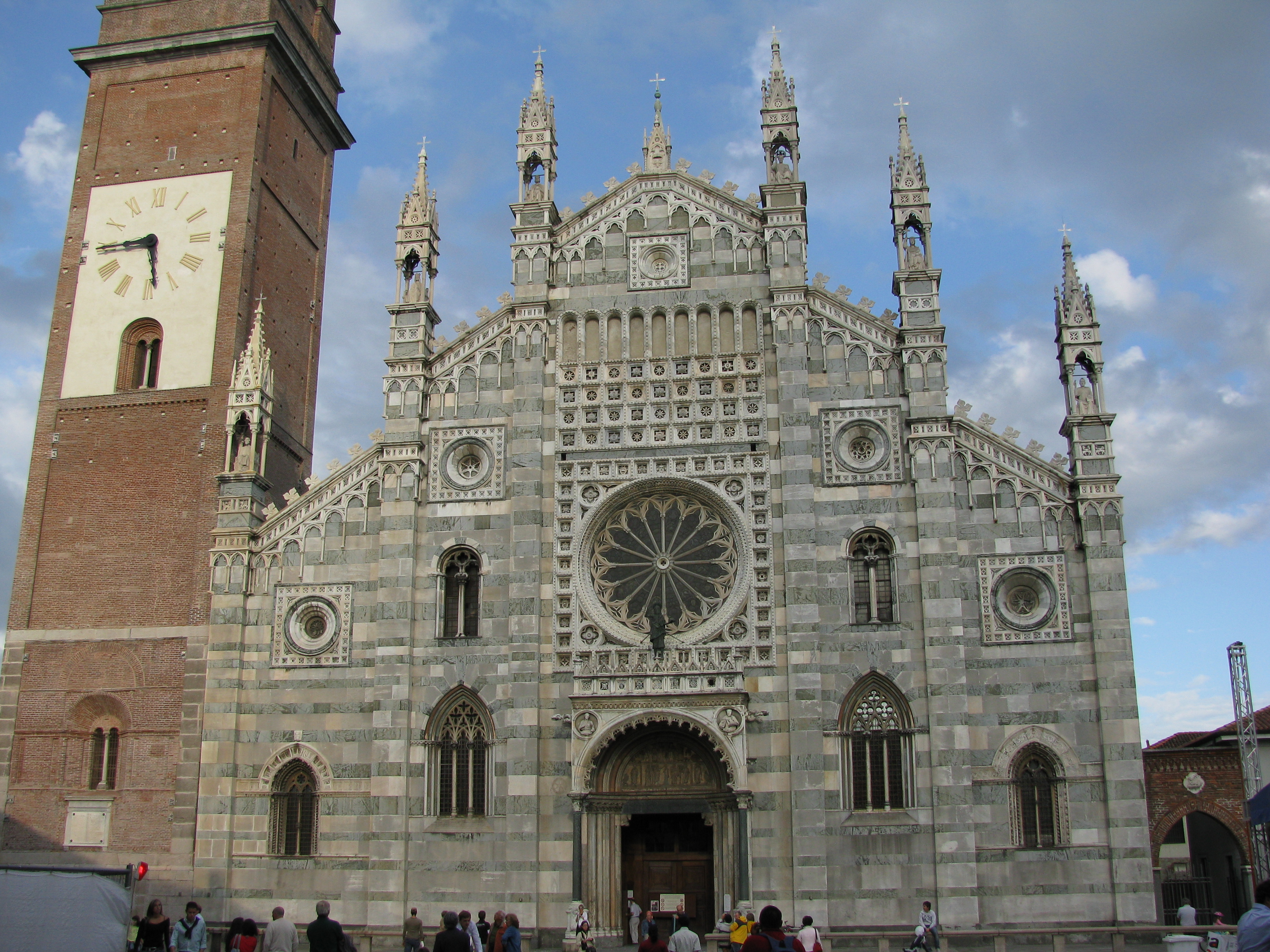
몬차 대성당

몬차(이탈리아어: Monza)는 이탈리아 북부 롬바르디아주에 있는 도시이다. 인구 121,445(2006).
롬바르디아 주 서부, 몬차에브리안차도의 도청 소재지이다. 밀라노 동북쪽에 접하며, 포강의 지류 연안에 위치한다. 기원전에 건설되었으며, 롬바르드족의 확장과 함께 역사적으로 중요한 곳으로 떠올랐다. 6세기 롬바르드 왕국의 테오델린다 시대에 대성당과 수도원이 세워졌다. 중세 시대에는 밀라노 공국의 지배를 받았으나, 종종 독립된 위치에 있기도 했다. 1840년 밀라노와 철도로 연결되면서 밀라노 교외의 중요한 도시로 다시 발전하였다.
대성당에는 카롤루스 대제의 대관식에 사용된 철제 왕관이 보관되어 있는데, 이 왕관은 예수 그리스도가 십자가에 못박힐 때 사용된 못으로 만들어진 것으로 추정된다. 유명한 이 왕관은 롬바르드 왕국 시대에도 사용되었고, 1805년 나폴레옹 1세의 이탈리아 왕 대관식때에도 쓰였다. 대성당에는 그 외에도 테오델린다 여왕의 보물 등 유서깊은 유물이 많으며, 중세 문화의 한 중심지로 중세 시대의 건물도 많이 남아 있다. 1900년에는 움베르토 1세가 이 도시에서 암살당했으며, 그가 살해당한 자리에는 추모비가 세워져 있다.
오늘날에는 밀라노 도시권에 속하는 곳으로 북부 이탈리아의 중요한 산업 중심지로 발전하였다. 현재 몬차에서 가장 유명한 것은 세계에서 가장 빠른 속력을 낼 수 있는 자동차 경주장인 아우토드로모 나치올레 자동차 경주장이다. 이에 따라 이 도시에는 유명한 자동차 경주 대회가 자주 열린다.

## 인구
| 연도          | 인구    | ±%     |
| ------------- | ------- | ------ |
| 1861          | 24,499  | —      |
| 1871          | 25,266  | +3.1%  |
| 1881          | 26,807  | +6.1%  |
| 1901          | 41,218  | +53.8% |
| 1911          | 51,655  | +25.3% |
| 1921          | 54,617  | +5.7%  |
| 1931          | 61,516  | +12.6% |
| 1936          | 65,052  | +5.7%  |
| 1951          | 73,114  | +12.4% |
| 1961          | 84,445  | +15.5% |
| 1971          | 114,327 | +35.4% |
| 1981          | 123,145 | +7.7%  |
| 1991          | 120,651 | −2.0%  |
| 2001          | 120,204 | −0.4%  |
| 2011          | 119,856 | −0.3%  |
| 2021          | 121,984 | +1.8%  |
| Source: ISTAT |         |        |

## 같이 보기
- 밀라노-비꼬까 대학교